# WWF WrestleMania (видеоигра, 1991)
WWF WrestleMania — игра, разработанная компанией Twilight и изданная Ocean Software в 1991 году для Amiga, Amstrad CPC, Atari ST, Commodore 64, ZX Spectrum и DOS. Названная в честь ежегодного платного шоу WrestleMania от World Wrestling Federation (WWF), она стала первой лицензионной игрой WWF для этих компьютеров, которые всё ещё доминировали в Европе. За ней на большинстве этих компьютеров последовала игра WWF European Rampage Tour 1992 года.

## Игровой процесс
Игрок может выбрать Халка Хогана, Последнего воина или Британского бульдога и должен победить пять соперников, чтобы стать чемпионом мира WWF в тяжелом весе. Противниками являются, в порядке убывания, Мистер Совершенство, Ворлорд, «Человек на миллион долларов» Тед Дибиаси, Монти и Сержант Слотер. Перед каждым матчем противник будет дразнить рестлера игрока комментарием, а игрок сможет выбрать один из нескольких вариантов ответа, что является отсылкой в сторону стиля WWF того времени.
Каждый рестлер может выполнять базовые удары руками и ногами, а также ряд более сложных приемов. Кроме того, за пределами ринга есть стул, который можно использовать в качестве оружия. Матчи имеют пятиминутное ограничение по времени, а ничья или отсчет времени будут иметь тот же эффект, что и поражение в матче. Всего у игрока есть четыре попытки.
В игре также есть режим тренировки, в котором игрок сталкивается с обездвиженным противником. Другой игрок также может управлять вторым рестлером, но это всегда будет Мистер Совершенство.

## Отзывы
| Иноязычные издания | Иноязычные издания |
| Издание            | Оценка             |
| ------------------ | ------------------ |
| MicroHobby         | 93 % (Spectrum)    |
| Sinclair User      | 91 % (Spectrum)    |
| Your Sinclair      | 91 % (Spectrum)    |
| Crash              | 83 % (Spectrum)    |
| Награды            |                    |
| Издание            | Награда            |
| Sinclair User      | SU Gold            |

Игра была хорошо принята. Crash написал, что «Ocean отлично передали атмосферу спорта». Sinclair User игра понравилась, но он раскритиковал отсутствие альтернативных вариантов сложности. Your Sinclair написал: «Графика действительно великолепна», а также похвалил многопользовательскую опцию, которую они описали как «лучшую игру для двух игроков, которую можно увидеть в любом файтинге на „Спектруме“».